# Ягодинський Олександр Миколайович
Олександр Миколайович Ягодинський (30 червня 1935, м. Чита, нині РФ — 29 липня 2003, м. Тернопіль, Україна) — український будівельник, господарський і громадський діяч. Батько Марини Ягодинської.  

## Життєпис
Олександр Ягодинський народився 30 червня 1935 року в місті Чита, нині РФ.
Закінчив Харківський інститут інженерного комунального будівництва (1959, нині національний університет міського господарства), Академію суспільних наук при ЦК КПРС у м. Москва (1980, нині РФ). 
Працював: 
- робітником-каменярем мартентного цеху металургічного заводу «Запоріжсталь»;
- на Семипалатинському атомному полігоні (1959—1963, нині м. Курчатов, Казахстан);
- майстром в управлінні «Цивільбуд» тресту «Запоріжрудбуд» (1963—1965, м. Дніпрорудне);
- головним інженером, начальником пересувного механізованої колони № 1 тресту «Мелітопольсільбуд» (1965—1967, м. Кам’янка-Дніпровська, обидва — Запорізької области);
- від 1967 року — в Тернополі.
  - головним інженером, начальником тернопільського БМУ «Машбуд» (1967—1972);
  - завідувачем відділом будівництва Тернопільського обкому КПУ (1977—1978);
  - заступником (1979—1985, 1994—1995), 1-й заступником (1987—1992) голови Тернопільського виконкому обласної ради з будівництва;
  - заступником директора з виробництва і промисловості СМП «Волхонтет» (1992—1994);
  - головою правління ВТФ «Прогрес» (1994—1999);
  - заступником генерального директора з питань будівництва СП «Волхонтет-Банчі» (1999—2003).

### Громадсько-політична діяльність
У 1985—1987 роках був радником прем’єр-міністра Афганістану з питань виборів до місцевих органів влади, організації їх роботи та проблем повернення біженців.
Багаторазовий депутат Тернопільської обласної ради.

## Нагороди та відзнаки
- Ордени «Знак Пошани», Дружби народів, Богдана Хмельницького;
- медалі «Захиснику Вітчизни», «Від вдячного афганського народу».